# سوموسالمي
سوموسالمي (بالفنلندية: Suomussalmi) هي بلدية في فنلندا، تقع في منطقة كاينو على بعد حوالي 90 كم (56 ميلًا) شمال شرق كايآني، عاصمة كاينو و120 كم (75 ميل) جنوب كوسامو. بلغ عدد سكان البلدية 7.509 في 31 ديسمبر 2021. وهي تغطي مساحة 5.857.60 كم2 (2.261.63 ميل مربع) منها 587.03 كم2 (226.65 ميل مربع) من المياه. تبلغ الكثافة السكانية 1.42 نسمة لكل كم2 (3.7/ميل مربع). وهي بلدية فنلندية أحادية اللغة. تعتبر أمنصاري أكبر منطقة عمرانية في البلدية.

## وصلات خارجية
- بلدية سوموسالمي – الموقع الرسمي